# Kurt Pettersén
Kurt Pettersén (suec: Kurt Arne Pettersén)  (Borås, 21 de juny de 1916 - Borås, 15 de novembre de 1957) va ser un lluitador suec, especialista en lluita grecoromana, que va competir durant les dècades de 1930 i 1940.
El 1948 va prendre part en els Jocs Olímpics de Londres, on guanyà la medalla d'or en la competició del pes gall del programa de lluita grecoromana.
En el seu palmarès també destaquen tres medalles de plata al Campionat d'Europa de lluita.